# كوردايت (جنس)
الكوردايت (الاسم العلمي: ordaites)، وهي جنس منقرض من المخروطيات التي تنمو في الأراضي الرطبة مثل إيفرجلادز، فلوريدا. وقد أطلق عليها تلك التسمية نسبة إلى عالم النبات التشيكي وطبيب الفطريات أغسطس كارل جوزيف كوردا [الإنجليزية].